# Secma F16 Turbo
La Secma F16 Turbo è una piccola roadster francese prodotta dalla Secma.

## Storia e Profilo
La Secma F16 Turbo è stata presentata nel 2016 al Salone dell'automobile di Ginevra. Prodotta dalla piccola casa automobilistica francese, la piccola cabriolet 2 posti derivata dalla Secma F16 ha, a partire dall'evoluzione del 2020, un motore Peugeot Puretech 4 cilindri in linea, 16 valvole da 225 CV posteriore centrale, con una trasmissione manuale a 6 marce con differenziale autobloccante Torsen di serie e trazione posteriore.
Durante il grand meeting SECMA del 2022, è stata presentata la versione restyling della F16 Turbo, denominata GT e che si affianca al modello "pre-restyling", con un frontale completamente rimodellato, con un pacchetto aerodinamico integrato e nuove luci a LED.

## Dati tecnici
| Caratteristiche tecniche - Secma F16 Turbo |                                                                                                   |                                                                                                   |
| Motore                                     | Motore Peugeot 4 cilindri in linea, 16 valvole                                                    | Motore Peugeot 4 cilindri in linea, 16 valvole                                                    |
| Cilindrata                                 | 1.598 cm³                                                                                         | 1.598 cm³                                                                                         |
| Potenza max                                | 225 CV a 5.500 giri/min                                                                           | 225 CV a 5.500 giri/min                                                                           |
| Coppia max                                 | 300 Nm a 1.750 giri/min                                                                           | 300 Nm a 1.750 giri/min                                                                           |
| Cambio                                     | a 6 rapporti + RM                                                                                 | a 6 rapporti + RM                                                                                 |
| Trazione                                   | posteriore                                                                                        | posteriore                                                                                        |
| Emissioni WLTP                             | Euro 6                                                                                            | Euro 6                                                                                            |
| Carrozzeria                                | monoscocca stampata in polietilene ad alta resistenza                                             | monoscocca stampata in polietilene ad alta resistenza                                             |
| Sospensioni ant.                           | a ruote indipendenti, doppi bracci trasversali con molle elicoidali e ammortizzatori idraulici    | a ruote indipendenti, doppi bracci trasversali con molle elicoidali e ammortizzatori idraulici    |
| Sospensioni post.                          | a ruote indipendenti, doppi bracci trasversali con molle elicoidali e ammortizzatori idraulici    | a ruote indipendenti, doppi bracci trasversali con molle elicoidali e ammortizzatori idraulici    |
| Impianto frenante                          | a disco sulle 4 ruote con comando idraulico a doppio circuito, tubi dei freni di tipo aeronautico | a disco sulle 4 ruote con comando idraulico a doppio circuito, tubi dei freni di tipo aeronautico |
| Pneumatici                                 | Anteriori: 195/50 – 15                                                                            | Posteriori: 215/45 – 16                                                                           |
| Peso                                       | 673 kg a vuoto                                                                                    | 673 kg a vuoto                                                                                    |
| Accelerazione                              | 0-100km/h in 4,8 sec.                                                                             | 0-100km/h in 4,8 sec.                                                                             |
| Velocità massima                           | 240 km/h                                                                                          | 240 km/h                                                                                          |
| Consumo                                    | Urbano: 8,3 l/100 km Extra urbano: 4,8 l/100 km Misto: 6,2 l/100 km                               | Urbano: 8,3 l/100 km Extra urbano: 4,8 l/100 km Misto: 6,2 l/100 km                               |